# Arnold Richard Klemola
| Odkryte planetoidy: 16 | Odkryte planetoidy: 16 |
| ---------------------- | ---------------------- |
| (1770) Schlesinger     | 10 maja 1967           |
| (1829) Dawson          | 6 maja 1967            |
| (1934) Jeffers         | 2 grudnia 1972         |
| (1991) Darwin          | 6 maja 1967            |
| (2014) Vasilevskis     | 2 maja 1973            |
| (2131) Mayall          | 3 września 1975        |
| (2179) Platzeck        | 28 czerwca 1965        |
| (2202) Pele            | 7 września 1972        |
| (2261) Keeler          | 20 kwietnia 1977       |
| (2308) Schilt          | 6 maja 1967            |
| (2370) van Altena      | 10 czerwca 1965        |
| (2504) Gaviola         | 6 maja 1967            |
| (3712) Kraft           | 22 grudnia 1984        |
| (5757) Tichá           | 6 maja 1967            |
| (8128) Nicomachus      | 6 maja 1967            |
| (10450) Girard         | 6 maja 1967            |
| 1. 2.                  |                        |

Arnold Richard Klemola (ur. 20 lutego 1931, zm. 5 stycznia 2019) – amerykański astronom, związany z Obserwatorium Licka.

## Życiorys
Ukończył studia na Uniwersytecie Indiany, stopień doktora w dziedzinie astronomii uzyskał na Uniwersytecie Kalifornijskim w Berkeley. W latach 1967–1992 pracował na Uniwersytecie Kalifornijskim w Santa Cruz.
Jest odkrywcą 16 planetoid oraz komety okresowej 68P/Klemola. Odkrył także supernową SN 1976K.
Nazwiskiem Arnolda Klemoli oraz Irji Klemoli została nazwana planetoida (1723) Klemola.